# Miquel Andreu
Miquel Andreu fou un mestre de capella i compositor català del segle xvii.
L'any 1638 va ser nomenat mestre de capella de la Catedral de La Seu d'Urgell, càrrec que va ostentar fins a l'any 1646. Abans de regir el magisteri el seu nom consta en la llista de contralts de la mateixa Catedral de La Seu d'Urgell entre els anys 1612 i 1637, per la qual cosa hom creu que es va formar allà.
En referència a la seva obra, només es té constància de la composició Iuravit Dominus, de localització desconeguda.